# Seven Days to Noon
Seven Days to Noon (bra: Ultimato) é um filme britânico de 1950, dos gêneros policial e suspense, dirigido por John Boulting e Roy Boulting e estrelado por Barry Jones e Olive Sloane.
O crítico Colin Schindler considera Seven Days to Noon a maior contribuição britânica para a moda de produções sobre guerra nuclear, que vicejou na década de 1950. O crítico Leonard Maltin atribuiu ao filme sua cotação máxima -- quatro estrelas.

## Sinopse
Idealista, o professor Willingdon trabalha em um centro de pesquisa atômica. Quando percebe as consequências apocalípticas de seu trabalho, ele constrói sua própria bomba e ameaça jogá-la sobre Londres dentro de uma semana. Impõe apenas uma condição para desistir da ideia: que toda pesquisa nuclear seja abandonada. Ao invés de atender a exigência, o governo evacua a cidade enquanto autoridades tentam prender o cientista enlouquecido utilizando sofisticados métodos de guerra psicológica.

## Premiações
| Patrocinador                                  | Prêmio       | Categoria                | Situação                    |
| --------------------------------------------- | ------------ | ------------------------ | --------------------------- |
| Academia de Artes e Ciências Cinematográficas | Oscar        | Melhor história original | Vencedor                    |
| British Academy of Film and Television Arts   | BAFTA        | Melhor Filme Britânico   | Indicado[carece de fontes?] |
| Festival de Veneza                            | Leão de Ouro | Melhor Filme             | Indicado[carece de fontes?] |

## Elenco
| Ator/Atriz     | Personagem           |
| -------------- | -------------------- |
| Barry Jones    | Professor Willingdon |
| Olive Sloane   | Goldie               |
| André Morell   | Foland               |
| Sheila Manahan | Ann Willingdon       |
| Hugh Cross     | Stephen Lane         |
| Joan Hickson   | sra. Peckett         |
| Ronald Adam    | primeiro-ministro    |
| Marie Ney      | sra. Willingdon      |
| Wyndham Goldie | rev. Burgess         |
| Russell Waters | detetive Davis       |
| Martin Boddey  | gen. Willoughby      |